# Herbert Honz
Herbert Honz (Baden-Württemberg, 6 de setembro de 1942) é um ex-ciclista alemão que representou a Alemanha Ocidental no contrarrelógio (1 000 m) nos Jogos Olímpicos de 1968, na Cidade do México.